# Rue George-Bernard-Shaw
La rue George-Bernard-Shaw est une voie du 15e arrondissement de Paris, en France.

## Situation et accès
La rue George-Bernard-Shaw est une voie publique située dans le 15e arrondissement de Paris. Elle débute au 25, rue Desaix et se termine au 18, rue Daniel-Stern.

## Origine du nom

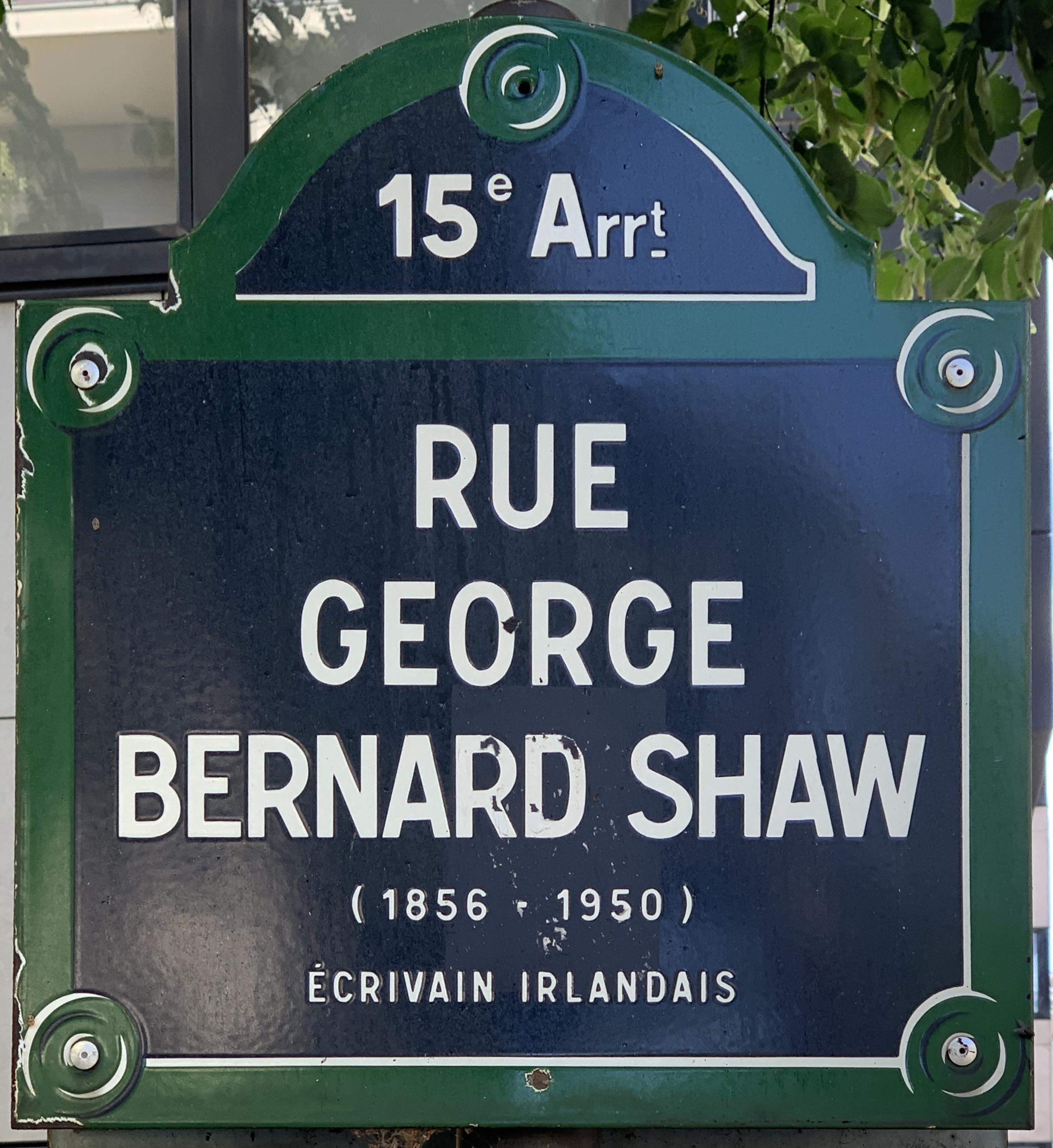
Plaque de la rue.

Elle porte le nom de l'écrivain et dramaturge irlandais et prix Nobel de littérature, George Bernard Shaw (1856-1950).

## Historique
La voie, créée dans le cadre de l'aménagement de la ZAC Dupleix sous le nom provisoire de « voie BK/15 », prend sa dénomination actuelle le 31 janvier 1994.
En 1989 y est fondée la synagogue Adath Shalom, principal lieu de culte juif de courant Massorti en France.